# باول شتيرن
باول شتيرن (بالألمانية: Paul Stern)‏ هو دبلوماسي ومحامي نمساوي، ولد في 1892، وتوفي في 12 يونيو 1948.